# 棒形側底蚌
棒形側底蚌（Pleurobema clava）是美國特有的淡水蚌。

## 保育狀況
其被列為《瀕危野生動植物種國際貿易公約》（CITES）附錄二的物種，被限制出口及貿易。